# 隠れ端末問題
隠れ端末問題 (かくれたんまつもんだい、hidden node problem)とは、ネットワーク通信の分野において、ALOHAや、CSMA/CA、IEEE 802.11などのプロトコルで発生する有名な問題である。

## 概要
ある2つの端末（ノード）が互いに隠れている、とは、端末同士が互いの信号の到達範囲外にあることを意味する。逆に、端末同士が互いの信号の到達範囲内にある場合は、それらの端末はさらし状態であると表現する（さらし端末問題）。
隠れ端末問題とは、AとBという2つのノードが互いに隠れていて（信号の到達範囲外にあって）、双方が同時にデータを送信した場合に、受信ノードCにおいて、（AとBから同時にデータが届くため）データの衝突（コリジョン）が発生する問題である。AとBは互いに隠れているため、Aからすれば、Bが今データを送信中であるのかどうかを知るすべはない。同様に、Bからすれば、Aが今データを送信中であるのかを知るすべはない。よって、AとBは、受信ノードCに向けて同時にデータを送信してしまうことがありえる。
隠れ端末問題の解決策として、受信ノードを含め、受信ノード周辺にある全てのノードに対して、チャネル（伝送路）が使用中であることを知らせる方法があるが、これでも隠れ端末問題を完全には解決できない。
MACプロトコル（媒体アクセス制御）を設計する際には、隠れ端末問題、さらし端末問題は必ず考慮すべき重要なテーマである。